# Nándor
Nándor est un prénom hongrois masculin.

## Étymologie
Nandor ou Nándor, prénom ou nom, est un dérivé hypocoristique de l'anthroponyme Ferdinand, d'origine gothique ou wisigothique.
En vieil hongrois, Nandor est synonyme (dépréciatif) de Bulgare.

## Équivalents
- Ferdinand, Fernand

## Fête
Les Nandor sont fêtés le 19 octobre, mais aussi le 30 mai ou le 5 juin.